# Festival international des arts plastiques de Mahrès
Le Festival international des arts plastiques de Mahrès est un festival annuel d'arts plastiques ayant lieu de la fin juillet au début août, depuis 1988, dans la ville côtière de Mahrès (Tunisie).
C'est le peintre tunisien Youssef Rekik, organisateur et président du festival jusqu'à sa mort en 2012, qui le fonde le 18 mai 1988 en créant l'association du festival ; celle-ci reçoit son autorisation d'activité publiée au Journal officiel de la République tunisienne, le 26 mai 1989, sous le numéro 41. Ses membres fondateurs sont Rekik, Hachmi Bibi, Abdelaziz Cheniour, Mehdi Derbel, Saïd Lajnef, Ismaël Haba, Mahmoud Slimi, Najiba Cheniour, Bachir Rebai, Bachir Marzouk, Brahim Konstantini et Makki Guerbaa.
Il rassemble des plasticiens originaires d'Europe (France, Allemagne, Royaume-Uni, Italie, Espagne, Pays-Bas, Belgique, Suisse, Suède, Norvège, Roumanie, Ukraine, Turquie, etc.), d'Asie (Japon, Corée du Sud, Liban, Syrie, Jordanie, Irak, Koweït, Oman, Bahreïn, Arabie saoudite, etc.), d'Afrique (Maroc, Algérie, Tunisie, Libye, Égypte, Cameroun, etc.) et des Amériques (États-Unis, Canada, Brésil, Venezuela, Colombie, etc.).
Grâce aux nombreuses œuvres d'art disséminées un peu partout dans la ville, Mahrès est devenue un véritable espace d'exposition d'arts plastiques en plein air

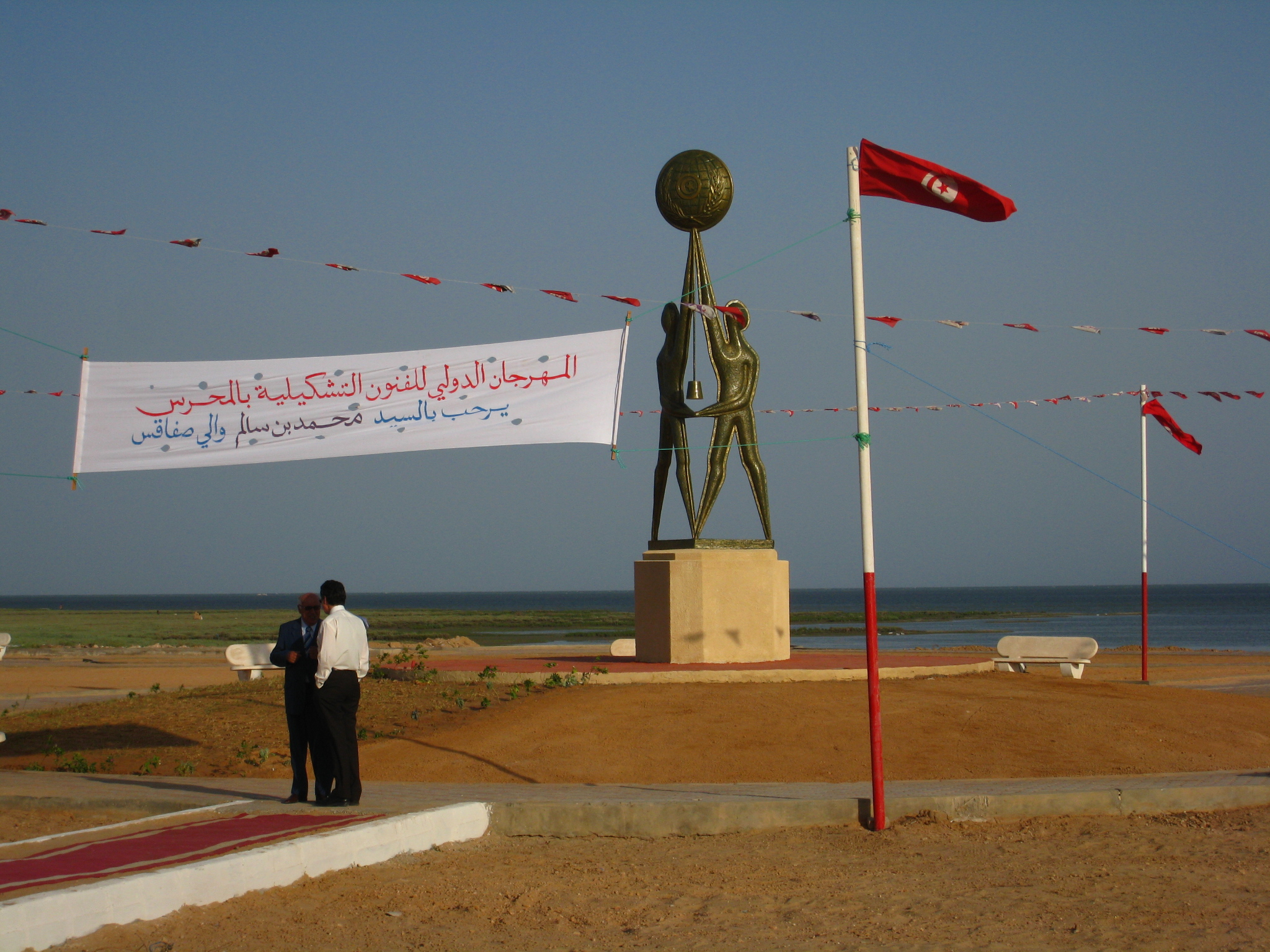
Monument de la solidarité mondiale.
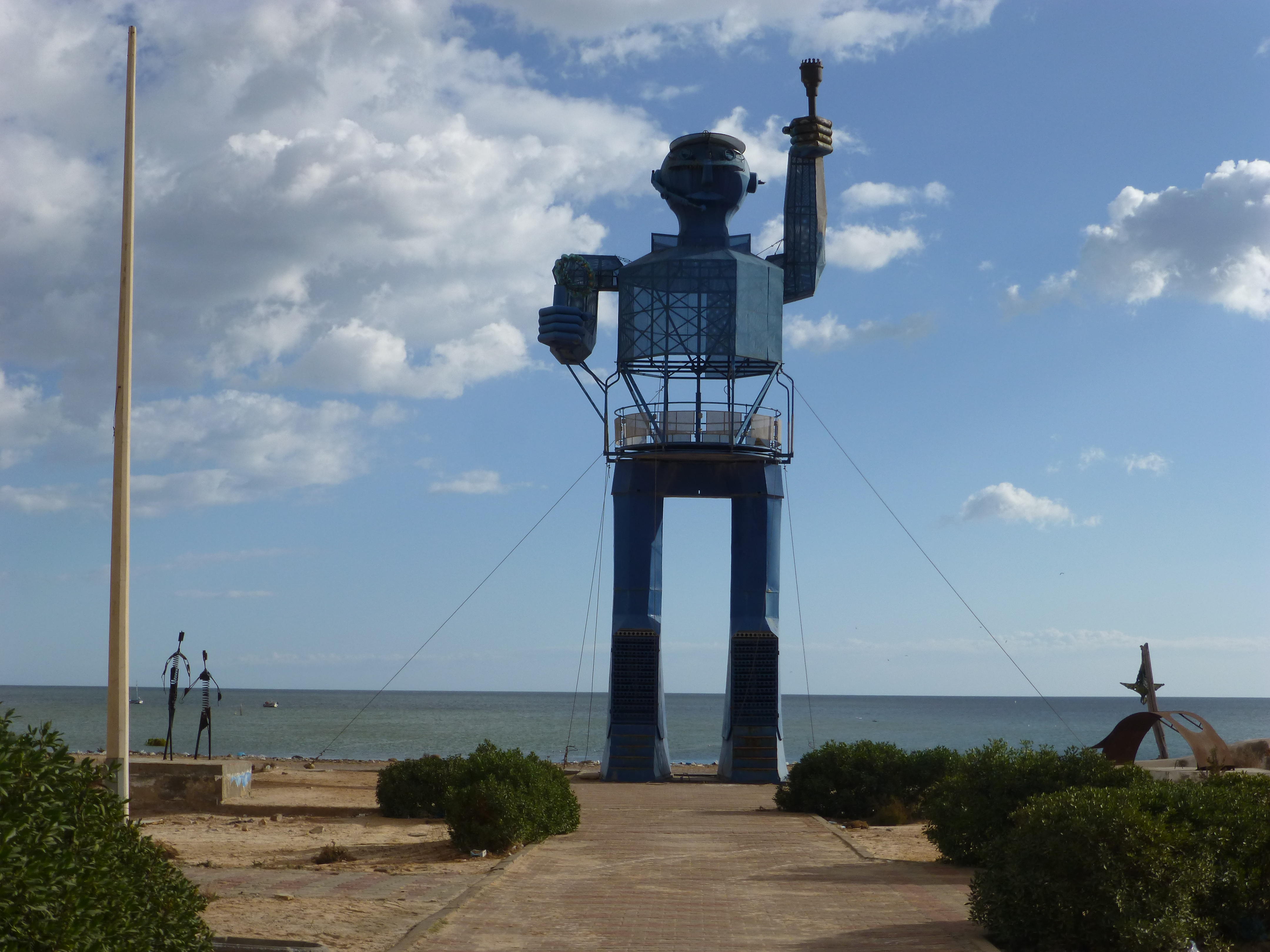
Sculpture d'une figure humaine exposée sur la corniche de Mahrès.
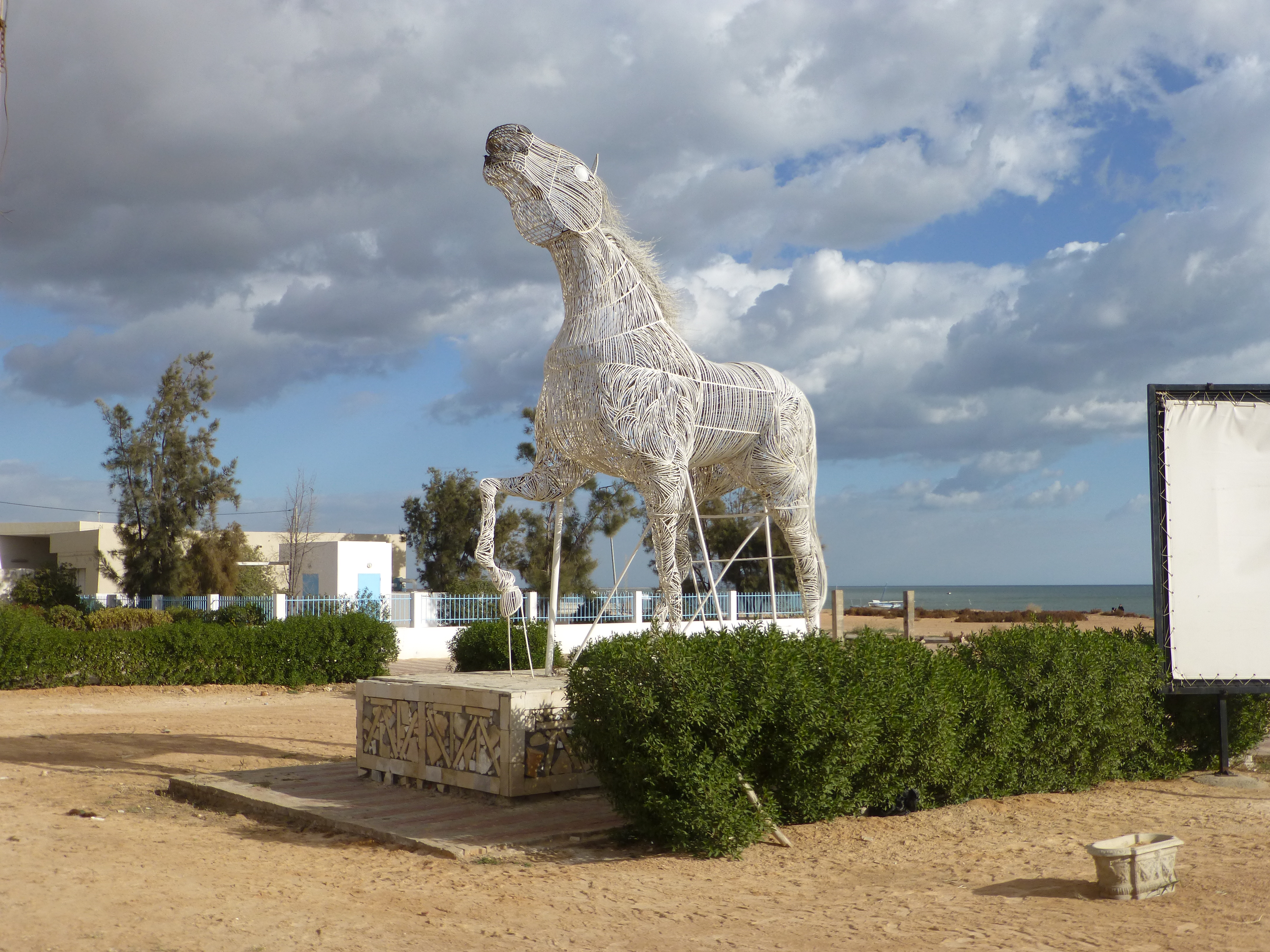
Sculpture d'un cheval exposée sur la corniche.